# 회기불계속의 원칙
회기불계속의 원칙(會期不繼續－原則)은 회기와 회기 사이의 의사의 연속을 인정치 않는 원칙을 말한다. 따라서 1회기에 심의가 끝나지 않은 의안은 전부 소멸하며 다음 회기에서 같은 의안을 심의하기 위해서는 새로운 의안으로서 제출하지 않으면 안 된다.
회기불계속의 원칙은 영국의 예에 따른 것이나 다수의 국가들은 것을 배제하고 임기내의 회기계속의 원칙(會期繼續의原則)을 채용하고 있다. 한국헌법에서도 "국회에 제출된 법률안 기타의 의안은 회기 중에 의결되지 못한 이유로 폐기되지 아니한다"고 규정하여 이 원칙을 천명하는 동시에 "단 국회의원의 임기가 만료된 때는 그러하지 아니한다"라는 단서규정을 두고 있다.